# Спомени
Спомените или мемоарите (на френски: memoire, „памет“) са литературен жанр с историко-документален и публицистичен характер.
Мемоарите са творби, представени под формата на записки и спомени за минали събития, в които авторът е изпълнявал ролята на участник или наблюдател на случилото се. Срещат се и като писмени изложения по обществени, политически и международни теми.